# Антропи, Анна
А́нна А́нтропи (англ. Anna Anthropy) — американский дизайнер видеоигр. Её работы включают Mighty Jill Off и Dys4ia.

## Карьера

### Геймдизайн
В 2010 году, работая вместе с Koduco, компанией по разработке игр, базирующейся в Сан-Франциско, Антропи помогла разработать игру под iPad «Pong Vaders». В 2011 году она выпустила игру Lesbian Spider Queens of Mars, как дань уважения аркадной игре 1981 года от издателя Midway Games Wizard of Wor с квирной темой. В 2012 году она выпустила игру Dys4ia. Это автобиографическая игра об опыте Антропи  заместительной гормональной терапии, которая «[позволяет] игроку испытать симуляцию или приближение к тому, что она пережила». Антропи говорит, что её игры исследуют отношения между садизмом и игровым дизайном и смотрят на ожидания заядлых игроков относительно того, что разработчик должен создать игры и как игрока нужно наказывать за ошибки.

### Rise of the Videogame Zinesters
В 2012 году была опубликована первая книга Антропи, Rise of the Videogame Zinesters. В одном из интервью на момент её выхода Антропи заявила, что она продвигает идею «небольшого, интересного, личного опыта автора-хоббииста ... Zinesters существует, чтобы быть своего рода послом за эту идею о том, какими могут быть видеоигры». Книга также посвящена подробному анализу механики и возможностей цифровых игр, включая идею о том, что игры могут быть более полезными по сравнению с театром, чем кино. Антропи также критикует то, что она называет индустрией видеоигр, управляемой корпоративной «элитой», которая проектирует видеоигры, чтобы они были формальными и не принимали творческие риски. Zinester хочет, чтобы потребители рассматривали видеоигры как имеющие «культурную и художественную ценность», аналогичные художественным направлениям, таким как комиксы. Индустрия видеоигр, которой управляют «элиты», не позволяет разным группам людей, таким как квир-сообщество, вносить свой вклад в разработку и дизайн игр и душит творческий процесс. Как говорит Антропи: «Я должна очень постараться, чтобы найти игру о квир-женщине, такую игру чтобы она отражала мой собственный опыт».

## Игры
- Afternoon in the House of Secrets
- And the Robot Horse You Rode In On
- Calamity Annie
- Dys4ia
- Encyclopedia Fuckme and the Case of the Vanishing Entree
- Gay Cats Go to the Weird Weird Woods
- The Hunt for the Gay Planet
- Keep Me Occupied
- Mighty Jill Off
- Ohmygod Are You Alright
- Police Bear
- Pong Vaders (on iTunes)
- Queers in love at the end of the world
- Redder
- When Pigs Fly